# Eulima bilineata
Eulima bilineata  (лат.) — вид морских паразитических брюхоногих моллюсков из семейства Eulimidae.

## Биологическое описание
Раковина примерно 6 мм длиной. Раковины взрослых моллюсков вытянутые, узкие, конической формы, с 13 уплощёнными с боков витками. Швы очень тонкие, с внутренней и нижней стороны параллельны ложным швам. Последние более заметны в молодых раковинах. Внешняя поверхность раковины гладкая, с едва заметными линиями прироста, которые становятся видны под отражённым светом. Раковина опоясана двумя спиральными коричневыми полосами. Апертура узкая, каплевидная, округлая в базальной части, заострена сверху. Внешняя губа поднимается по касательной к последнему витку между двумя полосами.

## Образ жизни
Как уже упоминалось, Eulima bilineata — паразитическая улитка, её хозяином являются офиуры Ophiothrix fragilis, Ophiactis balli, Ophiopholis aculeata.

## Распространение
Встречается от Средиземного моря до Баренцева моря.